# Geografia wyborcza
Geografia wyborcza to dział geografii politycznej poświęcony studiom nad przestrzennym zróżnicowaniem wyników wyborów. Geografia wyborcza bada różnice w poparciu poszczególnych kandydatów i partii politycznych oraz frekwencji wyborczej mierzone na poziomie różnych szczebli podziału administracyjnego. Ważnym jej elementem jest analiza stabilności regionalnych wzorców poparcia poszczególnych opcji politycznych oraz próby wyjaśniania obserwowanych prawidłowości. Podstawowym elementem analizy jest tworzenie i analiza map wyborczych, które powstają zarówno na poziomie całych państw, regionów, jak i miast, a nawet dzielnic.

## Typy wyjaśnień
W szczególności wyjaśnienia prawidłowości i stabilności przestrzennych układów poparcia politycznego mogą mieć charakter:
- historyczny – na podstawie analizy historycznej geografii politycznej, dawnego przebiegu nieistniejących już granic politycznych lub podziałów administracyjnych (np. wpływ zaborów na polską geografię wyborczą)
- przyrodniczy – na podstawie analizy odmienności warunków przyrodniczych kształtujących zróżnicowania aktywności gospodarczej (np. wysokogórska gospodarka pasterska sprzyjająca zwykle postawom politycznie konserwatywnym)
- kulturowy – poprzez wskazywanie związków odmienności kulturowych regionów z ich sympatiami politycznymi, w szczególności analizy wpływu religijności na zachowania wyborcze (np. odmienne zachowania polityczne protestanckich i katolickich regionów Niemiec)
- strukturalny – w tej kategorii mieszczą się wszystkie przestrzenne zależności zachowań wyborczych od zmiennych (głównie statystycznych) opisujących jednostki administracyjne czy też społeczności lokalne albo regionalne. Typowe analizy obejmują m.in. poziom urbanizacji, wskaźniki demograficzne, poziom wykształcenia mieszkańców, strukturę ich zatrudnienia, poziom dochodów itp. Należy podkreślić, że analizy związków występujących pomiędzy zachowaniami wyborczymi a cechami strukturalnymi jednostek przestrzennych obciążone są ryzykiem błędu ekologicznego.